# 柯蒂氏器
柯蒂氏器（英文：Organ of Corti），又称螺旋器（spiral organ），是听觉的感受器，位于哺乳动物的耳蜗内。柯蒂氏器的上皮细胞可将听觉信号转导为神经冲动的动作电位。具体而言，中耳的听小骨将机械振动传至内耳，耳蜗内的液体（内淋巴）受压迫产生相应波动，进而使得柯蒂氏器内的毛细胞产生相应电化学信号。
柯蒂氏器以意大利解剖学家阿方索·柯蒂的名字命名。

## 结构

柯蒂氏器横截面

柯蒂氏器位于耳蜗的蜗管内，在前庭阶和鼓室阶之间，由毛细胞组成。柯蒂氏器的基底膜上由三排外毛细胞以及一排内毛细胞，周围环绕着一些支持性/保护性细胞。

## 功能
柯蒂氏器负责将声波振动转化为电信号，并由听神经传递至脑干（听觉中枢第一站）。外耳的耳廓、中耳以及柯蒂氏器同时起到放大声音的作用。

## 临床
过强的噪声可以对柯蒂氏器产生伤害。感觉神经性耳聋是最常见的一种听觉损伤。